# 恩万科沃·卡努
恩万科沃·卡努（Nwankwo Christian Kanu，1976年8月1日—），尼日利亞足球運動員，司職前鋒。

## 職業生涯

### 阿積士時期（1993-1996）
荷甲三連冠主力
1993年，憑世少盃的出色表現，簡奴被荷甲班霸阿積士以20萬歐元的轉會費購下。1994年，簡奴首次代表阿積士出場，在球隊的3年時間裡，他共上陣54場，入球25個。簡奴是阿積士90年代中期聯賽三連冠的重要主力，亦是球隊贏得1995年歐洲聯賽冠軍盃的成員之一，當年決賽，阿積士以1：0戰勝AC米蘭奪冠，他以後備球員身份出戰。
1995年11月，簡奴先助阿積士以互射12碼紀錄4：3擊敗巴西的格雷米奧獲得洲際盃冠軍，後來到了1996年2月，他再為球隊兩回合計以5：1力克薩拉戈薩，第3次捧走歐洲超級盃冠軍。1996年對祖雲達斯的歐聯決賽，簡奴以正選身份出戰，阿積士與對手激戰120分鐘後打和1：1，但最終互射12碼以2：4負於對手衛冕失敗。

### 國際米蘭時期（1996-1999）
在國米被驗出心臟病
由於在1996年奧運發揮出色，助尼日利亞首次獲得冠軍，簡奴在該年夏天以470萬歐元加盟國際米蘭。事業如日方中，帶著多項獎牌來到意大利的簡奴，滿以為可在國米再攀高峰，但入隊不久被驗出患有嚴重的先天性心臟病，被告知不宜再踢足球，國米班主马西莫·莫拉蒂並沒有把他掃出大門，反而到美國找到最好醫生給簡奴做手術，1997年7月，他終於重返球場。但簡奴在國際米蘭的3年時間裡，由於患病表現時並不好，難以得到重用，但在1998年獲歐洲足協盃冠軍。

### 阿仙奴時期（1999-2004）
對車路士連中三元
1999年2月，簡奴以415萬鎊轉會阿仙奴。他加盟之初並沒有得到球迷的認可，因為阿仙奴剛將希望之星尼古拉·阿內爾卡賣給皇家馬德里，球迷覺得在球場上無精打采的簡奴遠比法國前鋒遜色很多，加上他的踢法過於迂迴，令他第一季在阿仙奴無甚表現。
然而，簡奴很快展現個人才華，他展露的歡樂笑容也贏得兵工廠支持者的芳心。簡奴可以擔任中鋒或輔鋒，有能力在瞬間利用技術去玩弄對方後衛，並運用超級盤扭功夫去撕破緊密防線，也能射入漂亮的入球。
簡奴在阿仙奴最值得紀念的時刻是1999年於史丹福橋17分鐘內的帽子戲法，此仗兵工廠一度落後0：2，憑他連入3球，以3：2反勝車路士。簡奴前兩個入球助阿仙奴扳平，最後他以一個英超史上最佳入球之一為兵工廠帶來了勝利。當時簡奴在左邊得球，立刻發現他面對一個出迎的門將和兩個後衛，在他們之間有一個狹窄的入球角度，他一個巧妙的晃動避過埃德·德胡耶，接着彎出一記弧線球射入上角。
1999-00球季，簡奴50次為阿仙奴出場比賽，射入17球。但隨着蒂埃里·亨利成為兵工廠鋒線上的頭號選擇後，簡奴的正選上陣次機會越來越少，使他只能成為隊中一位超級後備。

### 樸茨茅夫時期（2006-2012）
在樸茨茅夫，他重返顛峰狀態，在2006/2007球季首週賽事中，他後備入替，連入兩球協助球隊取勝，結果該球季他在聯賽攻入10球，成為球隊首席射手。在效力球隊的第二個球季，他在英格蘭足總盃準決賽對及決賽對卡迪夫城均能「一箭定江山」射入唯一奠勝球，取得個人第三面足總盃冠軍獎牌。
2010年夏季遭遇財困的樸茨茅夫降班英冠，由於對新合約有爭議，簡奴沒有在季初的賽事上陣，直到8月27日才動筆簽署三年新約，在他取得合格執照後，更會參加教練工作。

## 榮譽

### 球會
尼沃瓦奴
- 尼日利亚足球甲级联赛冠軍：1992/93年；

阿積士
- 荷兰足球甲级联赛冠軍：1993/94年、1994/95年、1995/96年；
- 欧洲冠军联赛冠軍：1994/95年；
- 歐洲超級盃冠軍：1995年；
- 洲際盃冠軍：1995年；

國際米蘭
- 歐洲足協盃冠軍：1997/98年；

阿仙奴
- 英格兰足球超级联赛冠軍：2001/02年、2003/04年；
- 英格蘭足總盃冠軍：2001/02年、2002/03年；
- 英格蘭社區盾冠軍：1999年；

樸茨茅夫
- 英格蘭足總盃冠軍：2007/08年；

### 國家隊
- 世界少年足球錦標賽冠軍：1993年；
- 奧林匹克運動會金牌：1996年；

### 個人
- 非洲足球先生：1996年、1999年；

## 外部連結
- 足球数据库：恩万科沃·卡努的球员统计数据
- Kanu Heart Foundation （页面存档备份，存于）, a charity founded by Kanu to help African children with heart problems.
- FootballDatabase provides Nwankwo Kanu's profile and stats （页面存档备份，存于）
- Link to FIFA Article on Kanu[]